# Enaindvajseta egipčanska dinastija
Enaindvajseta egipčanska dinastija se običajno šteje za prvo dinastijo tretjega vmesnega obdobja Egipta. Vladala je ob leta 1069 do 945 pr. n. št.

## Zgodovina
Po smrti Ramzesa III. je začela moč egipčanskih faraonov počasi pojemati. Faraoni Enaindvajsete dinastije so vladali iz Tanisa in bili dejavni predvsem v Spodnjem Egiptu. V Srednjem in Gornjem Egiptu so vladali visoki Amonovi svečeniki iz Teb. Egipčanski zgodovinar Maneton iz Sebenita, ki je ustvarjal v zgodnjem 3. stoletju pr. n. št., je v svojem Epitomu zapisal, da je Enaindvajseta dinastija vladala 130 let.

## Faraoni Enaindvajsete dinastije
| Slika | Ime                                 | Komentar | Vladanje             |
| ----- | ----------------------------------- | --- | -------------------- |
|       | Smendes I. (Nesbanebdžed I.)        | Poročen s Tentamun, verjetno hčerko Ramzesa XI. | 1077–1051 pr. n. št. |
|       | Amenemnisu                          | Nejasna štiriletna vladavina. | 1051–1047 pr. n. št. |
|       | Psusenes I. ( Hor-Pasebakaeniut I.) | Sin visokega tebanskega Amonovega svečenika Pinedžema I. Vladal 40 do 51 let. Znan po njegovi nedotaknjeni grobnici v Tanisu. Zaradi mogočne srebrne krste znan tudi kot »Srebrni faraon«. Eden od najmočnejših vladarjev v dinastiji. | 1047–1001 pr. n. št. |
|       | Amenemope                           | Sin Psusenesa I. | 1001–992 pr. n. št.  |
|       | Osorkon Starejši                    | Sin Šošenk Aja, velikega guvernerja Mešveša (Libija). Znan tudi kot Osohor. | 992–986 pr. n. št.   |
|       | Siamon                              | Faraon neznanega porekla, znan kot velik graditelj iz tretjega vmesnega obdobja Egipta. Eden on najmočnejših vladarjev v dinastiji. | 986–967 pr. n. št.   |
|       | Psusenes II.                        | Sin visokega tebanskega Amonovega svečenika Pinedžema II. | 967–943 pr. n. št.   |

## Sklic
1. ↑   Kenneth A. Kitchen. The Third Intermediate Period in Egypt (1100–650 BC). 3rd edition. 1986. Warminster: Aris & Phillips Ltd. str. 531.
2. ↑  Cerny,  str. 645.

## Vir
- Jaroslav Černý.  "Studies in the Chronology of the Twenty-First Dynasty". JEA 32 (1946): 24-30.